# 高山英男
高山英男（こうやま ひでお、1956年 - ）は、日本の政治学者。大分大学教授。専門はロシアの外交・政治体制の研究。

## 来歴・人物
1979年、埼玉大学教養学部教養学科国際関係論コース卒業。1985年、名古屋大学大学院法学研究科博士後期課程単位取得満期退学。大分大学経済学部経済学科教授。

## 著書・論文

### 著書
- 「ブレジネフ・ドクトリンと1968年以後のソ連・東欧関係」（『「1968年」時代転換の起点』、法律文化社、1995年）

### 論文
- 「プーチン大統領のマニフェスト」（『大分大学経済論集』, 65/3.4, 37-61, 2013年）
- 「タンデム体制の行方について」（『大分大学経済論集』, 64/1, 43-62, 2012年）
- 「メドヴェージェフ大統領の『現代化』政策について」（『大分大学経済論集』, 62/5.6, 49-75, 2011年）
- 「メドベージェフ大統領の現代化論について」（『大分大学経済論集』, 62/2, 55-72, 2010年）
- 「2007年の主権民主主義論争について」（『大分大学経済論集』, 61/4, 1-35, 2009年）
- 「スルコフ大統領府第一副長官の『主権民主主義論』に関する一考察」（『大分大学経済論集』, 60/3, 91-109, 2008年）
- 「書評 Bobo Lo, Russian Foreign Policy in the Post-Soviet Era; Reality, Illusion and Mythmaking. (Palgrave Macmillan, 2002)」（『大分大学経済論集』, 58(4), 167-176, 2006年）
- 「コーズィレフ外相の初期の外交構想について」（『大分大学経済論集』, 57/4, 1-40, 2005年）
- 「ロシア外交政策への3つのアプローチ」（『大分大学経済論集』, 55/4, 81-93, 2003年）
- 「ロシア連邦における「中間派」の外交戦略構造について」（『大分大学経済論集』, 53/1, 43-66, 2001年）
- 「ロシア保守派の地政学について―A.C.パナーリンとB.S.ツィムブルスキー」（『大分大学経済論集』, 52/4, 103-136, 2000年）
- 「ロシアにおける「国益」論議の論点整理」（『大分大学経済論集』, 51/3.4, 34-62, 1999年）
- 「コンスタンチン・ソローキンの「等距離バランス戦略」について」（『大分大学経済論集』, 51/1, 95-123, 1999年）
- 「ロシアにおける「国益」論争の意味について―リベラル派の議論を中心として」（『大分大学経済論集』, 50/4, 20-38, 1998年）
- 「ロシアの政治的対立軸の変化」（『大分大学経済論集』, 49/2, 28-56, 1997年）
- 「ロシア国民の政治的価値選択に関する一考察」（『大分大学経済論集』, 48/3.4, 24-46, 1996年）
- 「旧ソビエト連邦の民族問題」（『外交時報』, 1298/, 34-49, 1993年）
- 「社会主義国際関係論と中ソ対立」（『中ソ関係と国際環境』、日本国際政治学会、1990年）